# The Witcher Battle Arena
The Witcher Battle Arena — відеогра 2015 року в жанрі багатоосібної онлайнової бойової арени (MOBA), яка розповсюджується за моделлю free-to-play та розроблена й опублікована польською студією CD Projekt Red для платформ Android, iOS і Windows Phone. У тому ж році сервери відеогри були закриті.

## Ігровий процес
The Witcher Battle Arena була багатоосібною онлайновою бойовою ареною у світі «Відьмака». Персонажем гравець мусив керувати за допомогою натискання по сенсорному екрану. У грі було вісім героїв — ігрових персонажів з серії — кожен з яких володів трьома навичками. Додатковий контент можна було розблокувати за допомогою мікротранзакцій.

## Виробництво
The Witcher Battle Arena була розроблена польськими студіями CD Projekt Red та Fuero Games з використанням ігрового рушія Unity. Розробники обрали для гри модель free-to-play та систему мікротранзакцій. Рішення про створення спінофа в жанрі MOBA розглядалося як можливість поширити світ «Відьмака» на більшу кількість пристроїв.

## Вихід
Уперше гра була представлена на виставці Electronic Entertainment Expo 2014. Спочатку її планували випустити наприкінці 2014 року на планшетах і мобільних пристроях під управлінням Android, iOS і Windows Phone. Версії для Android та iOS вийшли 22 січня 2015 року, а пізніше того ж року — для Windows Phone. Сервери для гри були вимкнені 31 грудня 2015 року.

## Огляди
| Агрегатор  | Оцінка |
| ---------- | ------ |
| Metacritic | 63/100 |

| Видання     | Оцінка      |
| ----------- | ----------- |
| TouchArcade | 2.5/5 зірок |

The Witcher Battle Arena отримала «змішані або середні» відгуки від професійних критиків, згідно з даними сайту-агрегатора рецензій Metacritic.